# Мови Латвії
Мови Латвії — мови, що використовуються на території Латвії.

Частка людей, що використовують в родині латиську мову як основну (за даними Перепис населення Латвії (2011))

Державною мовою Латвії є латиська мова. Латиська мова належить до східнобалтійської групи індоєвропейської мовної сім'ї. Іншою автохтонною мовою Латвії є лівська мова. У східній частині Латвії поширена латгальська мова. Широко використовується також російська мова, якою володіє значна частина населення. Для фахівців становлять інтерес вимерлі земгальська і селонська мови, а також куршська мова, якою розмовляли курши, які жили в районах нинішньої Курляндії і на заході Литви.

## Латиська мова
Латиська мова є державною мовою Латвії. Нею володіють близько 2 млн осіб.
Кількість носіїв латиської як рідної мови у Латвії згідно з переписом 2011 року — 1 164 894 особи, що дорівнює близько 56,3 % населення країни і 62,1 % вказали свою мову (включаючи носіїв латгальського діалекту, який іноді розглядається як окрема мова); латиськотою чи іншою міроюшій мірі також володіє більшість російськомовних жителів, а також невелика кількість латиських емігрантів і їхніх нащадків у інших країнах світу.
За даними 2009 року, 48 % російськомовних респондентів оцінили володіння латиською мовою як добре, 8 % повідомили, що не володіють нею, 1 % важко відповісти.

## Латгальська мова
Латгальська є рідною мовою для 150 000 осіб, в основному в Латвії. Нею розмовляють у Латвії (Латгале, Відземе, Селія і Рига), Сибіру і Башкортостані.
Четверта частина третьої статті Закону про мову Латвійської Республіки вказує, що «держава забезпечує збереження, захист та розвиток письмової латгальської мови як історичного підвиду латиської мови».
У 2009 році Сенат Верховного суду Латвії вирішив, що латгальська мова не може використовуватися як мова судочинства в адміністративному процесі, оскільки державною мовою вважається літературна латиська мова.

## Земгальська мова
Земгальська мова — це вимерла мова, яка проіснувала до XVI століття на півдні Латвії і на півночі Литви.

## Селонська мова
Селонська мова — це вимерла мова, якою розмовляли селонці, що жили на південному сході Латвії і північному сході Литви до XV століття.

## Куршська мова
Куршська мова — мова балтійського племені куршей, яка вимерла в XVII столітті.

## Лівська мова
Лівська мова — практично вимерла мова лівів. Нині майже не використовується в живому спілкуванні, хоча продовжує вивчатися ентузіастами. Після 1991 року уряд республіки Латвія визнає лівську мову одною з двох автохтонних мов Латвії, поряд з латиською.

## Російська мова

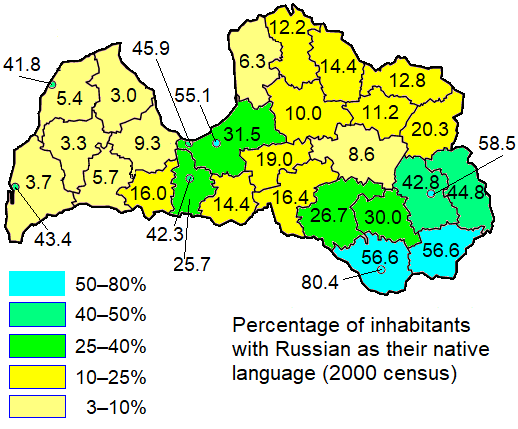
Відсоток російськомовних у різних регіонах Латвії, перепис 2000 року

Відсоток російськомовних у різних регіонах Латвії, перепис 2011

Друга за поширеністю як рідна (37,5 % жителів при 29,6 % етнічних росіян) мова. Під час референдуму 2012 року більш за 70 % населення Латвії проголосували проти надання російській мові офіційного статусу.